# Санкт-Петербургская государственная медицинская академия имени И. И. Мечникова
Северо-Западный государственный медицинский университет им. И.И. Мечникова — высшее учебное заведение Санкт-Петербурга, основанное в 1907 году и существовавшее до 2011 года, когда произошло его объединение с Санкт-Петербургской медицинской академией последипломного образования и формирование на их базе нового вуза — Северо-Западного государственного медицинского университета им. И. И. Мечникова.
Полное наименование: Государственное бюджетное образовательное учреждение высшего профессионального образования «Санкт-Петербургская государственная медицинская академия имени И. И. Мечникова».

## История
В 1920 году медицинский факультет 2-го Петроградского государственного университета, который представлял собой образовательное подразделение, созданное в 1907 году В. М. Бехтеревым Психоневрологического института, был преобразован в самостоятельный вуз — Государственный институт медицинских знаний (ГИМЗ). Первым ректором института стал Людвиг Мартынович Пуусепп. В 1930 году институт переименован во 2-й Ленинградский медицинский институт (2-й ЛМИ), позднее в нём был образован санитарно-гигиенический факультет. В 1930 году произошло объединение 2-го ЛМИ с медвузом-больницей имени И. И. Мечникова.
Во время Великой Отечественной войны в институте работал госпиталь № 2222, продолжалось обучение и выпускались врачи для фронта.
В 1947 году институт вновь был переименован в Ленинградский санитарно-гигиенический медицинский институт (ЛСГМИ, в обиходе «Сангиг»).
В июне 1994 года институт получил новое название: Санкт-Петербургская государственная медицинская академия, а в декабре 1995 года ей было присвоено имя нобелевского лауреата И. И. Мечникова в честь 150-летия учёного.
В 2011 году академия прекратила своё существование, войдя в состав вновь образованного Северо-Западного государственного медицинского университета имени И. И. Мечникова.

### Расформирование
В соответствии с приказом Минздравсоцразвития № 609 от 23.06.2011, после слияния с Медицинской академией последипломного образования, реорганизована в Северо-Западный государственный медицинский университет им. И. И. Мечникова. От одной академии объединённому учреждению досталось имя Нобелевского лауреата Ильи Ильича Мечникова, от другой — ректор. На прошедшем 6 июля 2011 года совместном ректорском совете руководителем Северо-Западного государственного медицинского университета назначен и. о. ректора теперь уже бывшей МАПО, профессор Отари Гивиевич Хурцилава (род. 1950 г.), последним и. о. ректора СПбГМА им. И. И. Мечникова до её расформирования стал профессор Александр Михайлович Лила (род 1960 г.).

### Здания и памятники
Большая часть зданий института построена в период между 1910 и 1917 годами. Комплекс зданий больницы Петра Великого появился в 1910—1914 годах, архитекторы Л. А. Ильин, А. И. Клейн, А. В. Розенберг. Здания являются памятником архитектуры.
На территории университета находится памятник И. И. Мечникову (открыт 30 июня 1936 года, скульптор Л. В. Шервуд) и памятник студентам и сотрудникам, погибшим в годы войны (открыт в 1985 году, архитектор Я. Н. Лукин, скульптор Н. А. Алиев).

## Выпускники академии, Герои Социалистического Труда и Герои Советского Союза
- Мардашёв, Сергей Руфович (1930) — Герой Социалистического Труда[5]
- Персианинов, Леонид Семёнович (1931) — Герой Социалистического Труда
- Павлов, Николай Васильевич (1938) — Герой Социалистического Труда[6]
- Нечипоренко, Татьяна Алексеевна (1941) — Герой Социалистического Труда[7]
- Дёмина (Михайлова), Екатерина Илларионовна (1950) — участник Великой Отечественной войны, Герой Советского Союза
- Поварушкина, Нина Павловна (1952) — Герой Социалистического Труда[8]
- Коваль, Ирина Леонидовна — врач-вирусолог, Герой Труда Российской Федерации